# Délégation interministérielle pour l'égalité des chances des Français d'outre-mer
Pour les articles homonymes, voir Délégation interministérielle.
La Délégation interministérielle pour l'égalité des chances des Français d'Outre-mer et la visibilité des Outre-mer, anciennement Délégation interministérielle pour l'égalité des chances des Français d'Outre-mer (DIMECFOM ou DIECFOM), est un ancien organisme interministériel français institué auprès du Premier ministre, ayant pour mission d'aider le gouvernement à définir les politiques relatives aux Français d'Outre-mer installés en métropole : leur assurer l'égalité des chances, prévenir les difficultés spécifiques qu'ils rencontrent en raison de la discrimination, préserver leurs liens avec leur communauté d'origine, et faire la promotion de leur culture en métropole.

## Fonction du délégué interministériel
Ce poste de délégué a été créé en 2007, modifié et renommé en 2019 et supprimé en 2024.
Le délégué est nommé par décret, sur proposition du ministre chargé de l'Outre-Mer.

### Liste des délégués
Les délégués successifs sont :
| Délégué           | Décret de nomination | Décret de nomination |
| ----------------- | -------------------- | -------------------- |
| Patrick Karam     | 9 juillet 2007       | [ d ]                |
| Claudy Siar       | 31 mars 2011         | [ e ]                |
| Sophie Elizéon    | 4 octobre 2012       | [ f ]                |
| Jean-Marc Mormeck | 17 mars 2016         | [ g ]                |
| Maël Disa         | 15 janvier 2020      | [ h ]                |

### Membres du bureau du délégué
Le délégué est appuyé dans sa tâche par un directeur de cabinet, un chef de Cabinet, une conseillère presse-communication, un conseiller technique et deux secrétaires particulières. La Délégation dispose d'un bureau dans le 7e arrondissement de Paris et d'un budget annuel 2009 de 200 000 euros. Le budget est de 110 000 euros en 2020.

## Autres membres de la délégation
L'actuel délégué interministériel est accompagné dans ses fonctions par trois experts : Catherine Jean-Joseph cofondatrice de l’école Miroir et membre de l’Observatoire Médias-Éducation du CSA , Joëlle Monlouis avocate au Barreaux de Paris et experte en droit du sport et Ferdinand Mélin-Soucramani professeur de droit à l'Université de Bordeaux.
Dans le cadre des États généraux de l'Outre-mer, le Délégué interministériel de l'époque, Patrick Karam, a été chargé de piloter les travaux pour le « 5e DOM » à savoir les ultramarins de la métropole. Le lancement officiel a eu lieu le 22 avril 2009.